# Clifford A. Pickover
Clifford A. Pickover (Contea di Ocean, 15 agosto 1957) è uno scrittore e saggista statunitense, anche editore e colonnista nel campo della scienza, matematica, e fantascienza.

## Biografia
Pickover possiede un dottorato in Biofisica e Biochimica Molecolare, conseguito presso l'Università Yale. Pickover fu il primo dei diplomati della sua classe al Franklin and Marshall College, dopo aver completato il programma di quattro anni per la specializzazione post laurea in soli tre anni. Attualmente è membro dello staff di ricercatori all'IBM - T. J. Watson Research Center.
È inoltre redattore per la rivista scientifica Computers and Graphics, oltre che per altre due riviste americane, Odyssey e Leonardo. È il "cervello" della rivista Odyssey e ha scritto per molti anni su Discover.
È autore di più di trenta libri su argomenti come computer e creatività, arte, matematica, fisica, astronomia, buchi neri, comportamento e intelligenza umana, viaggi nel tempo, vita aliena e fantascienza. Pickover è inventore di dozzine di brevetti, è l'autore di calendari puzzle e contribuisce a riviste rivolte sia agli adulti che ai bambini. La sua serie Neorealtà fantascientifica esplora la fabbrica della realtà e della religione.
I suoi libri sono stati tradotti in francese, greco, italiano, tedesco, giapponese, portoghese, cinese, coreano, polacco, spagnolo e turco.
Il 4 novembre 2006 diede vita a Wikidumper.org, un blog popolare che illustra articoli che sono stati cancellati da Wikipedia.

## Opere
- Il libro della fisica - Dal Big Bang alla resurrezione quantistica, 2012, Logos Edizioni ISBN 978-88-5760-526-5
- Great Laws of Science and the Minds Behind them: From Archimedes to Hawking, Oxford University Press, 2008, ISBN 978-0195336115
- The Heaven Virus, Lulu, 2007 ISBN 978-1430329695
- A Beginner's Guide to Immortality, Thunder's Mouth Press, 2007 ISBN 978-1560259848
- The Mobius Strip, Thunder's Mouth Press, 2006 ISBN 1-56025-826-8 (versione italiana:Il nastro di Möbius )
- Sex, Drugs, Einstein, and Elves, Smart Publications, 2005 ISBN 1-890572-17-9
- A Passion for Mathematics, John Wiley & Sons, 2005 ISBN 0-471-69098-8
- Calculus and Pizza, John Wiley & Sons, 2003 ISBN 0-471-26987-5
- The Mathematics of Oz, Cambridge University Press, 2002 ISBN 0-521-01678-9
- The Zen of Magic Squares, Circles, and Stars, Princeton University Press, 2002 ISBN 0-691-11597-4
- The Paradox of God and the Science of Omniscience, St. Martin's Press, 2002 ISBN 1-4039-6457-2
- The Stars of Heaven, Oxford University Press, 2001
- Mind-Bending Puzzles (calendars & cards), Pomegranate, each year
- Dreaming the Future, Prometheus, 2001
- Wonders of Numbers, Oxford University Press, 2000
- The Girl Who Gave Birth to Rabbits, Prometheus, 2000
- Cryptorunes: Codes and Secret Writing, Pomegranate, 2000
- Surfing Through Hyperspace, Oxford University Press, 1999
- Time: A Traveler's Guide, Oxford University Press, 1998
- Strange Brains and Genius, Quill, 1999
- The Science of Aliens, Basic Books, 1998
- Spider Legs, TOR, 1998 (con Piers Anthony)
- The Alien IQ Test, Basic Books, 1997
- The Loom of God, Plenum, 1997
- Black Holes: A Traveler's Guide, Wiley, 1996
- Keys to Infinity, Wiley, 1995
- Chaos in Wonderland, St. Martin's Press, 1994
- Mazes for the Mind, St. Martin's Press, 1992
- Computers and the Imagination, St. Martin's Press, 1991
- Computers, Pattern, Chaos, and Beauty, St. Martin's Press, 1990 ISBN 0-486-41709-3

### Serie Neoreality science fiction
- Liquid Earth, The Lighthouse Press, Inc. 2002
- The Lobotomy Club, The Lighthouse Press, Inc. 2002
- Sushi Never Sleeps, The Lighthouse Press, Inc. 2002
- Egg Drop Soup, The Lighthouse Press, Inc. 2002 ISBN 0-9714827-9-9

### Collezioni edite
- Chaos and Fractals, Elsevier, 1998
- Fractal Horizons, St. Martin's Press, 1996
- Future Health: Computers & Medicine in the 21st Century, St. Martin's Press, 1995
- Visualizing Biological Information, World Scientific, 1995
- The Pattern Book: Fractals, Art, and Nature, World Scientific, 1995
- Visions of the Future: St. Martin's Press, 1993
- Frontiers of Scientific Visualization, Wiley, 1994
- Spiral Symmetry, World Scientific, 1992 ISBN 981-02-0615-1